# Julie Goodwin

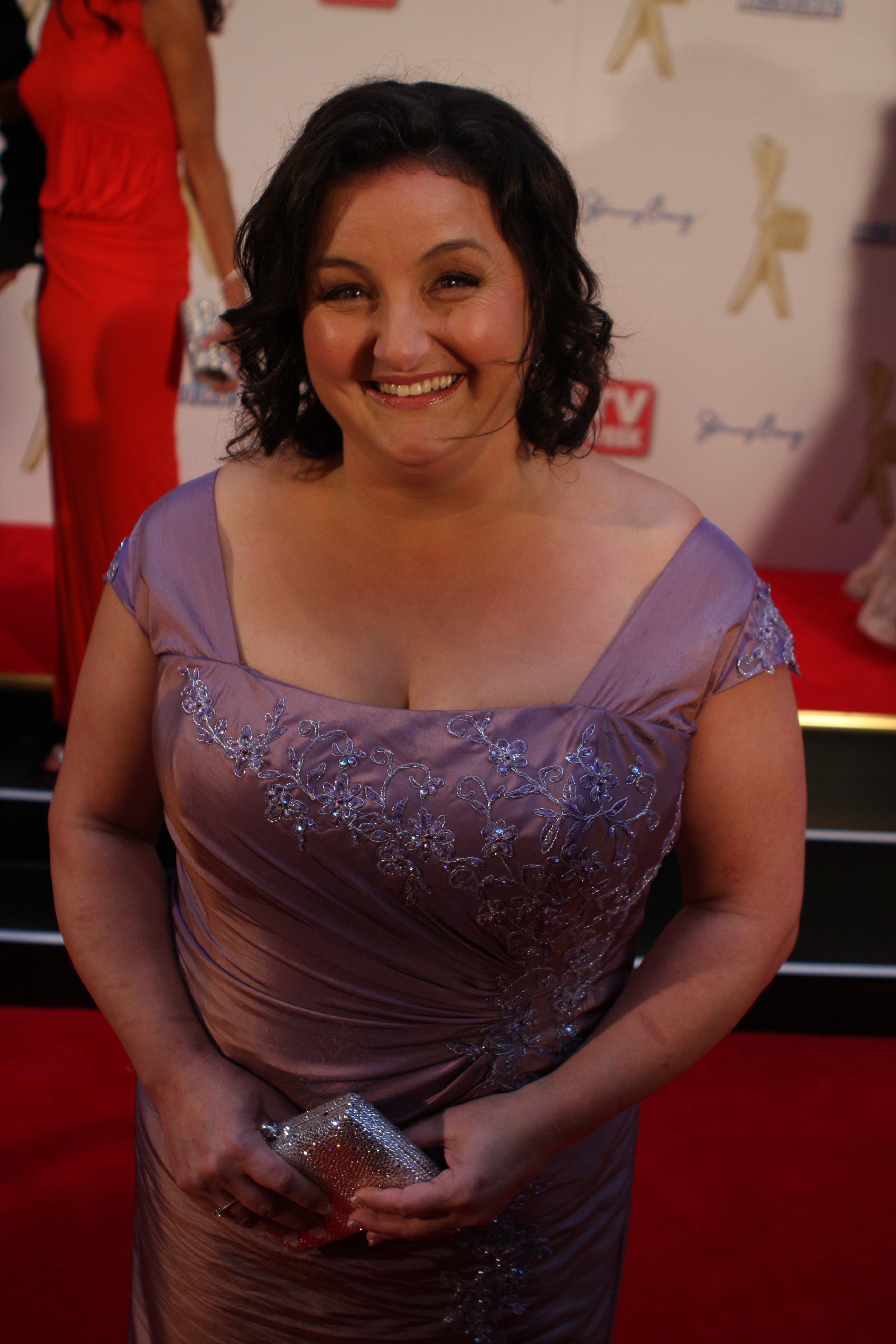
Julie Goodwin 2011 anlässlich der Verleihung des Logie Awards

Julie Goodwin (* 1970 in Sydney) ist eine australische Köchin und Kochbuchautorin.

## Leben
Goodwin war lange Jahre als Jugendarbeiterin tätig. Anschließend arbeitete sie in einer Jugendstrafanstalt in Sydney. Nach der Geburt ihrer drei Söhne gründete sie zusammen mit ihrem Ehemann ein IT-Unternehmen.
2008 bewarb sie sich für die Teilnahme an der ersten Staffel der Kochsendung MasterChef Australia und wurde so 2009 einem Millionenpublikum bekannt. Nach ihrem Sieg bei MasterChef Australia trat sie regelmäßig in der Fernsehsendung Today des Frühstücksfernsehens von Nine Network auf und erhielt eine eigene Kolumne in Australian Women’s Weekly. 2010 bekam sie ihre eigene Fernsehsendung Home Cooked.
Ihr erstes  Kochbuch Our Family Table veröffentlichte sie 2010, es erhielt 2011 den Australian Book Industry award in der Kategorie Illustrated book of the year. Im Dezember 2010 erschien ihre Weihnachts-CD Christmas with Julie Goodwin, welche neun von ihr gesungene Weihnachtslieder sowie die Rezepte zu einem kompletten Weihnachtsmenü enthält. 2011 veröffentlichte sie ihr zweites Kochbuch Heart of the Home. 2013 folgte ihr drittes Kochbuch Gather, ihr viertes Kochbuch 20/20 meals erschien 2014.
2012 nahm Goodwin an MasterChef All Stars teil und kam unter die vier Bestplatzierten. 2014 eröffnete sie eine eigene Kochschule Julie’s Place in North Gosford. 2015 nahm sie an der ersten Staffel der australischen Reality-Show I’m a Celebrity…Get Me Out of Here! teil. 2022 nahm Goodwin an der MasterChef Australia - Fans vs. Favourites Staffel auf der Seite der Favoriten teil, in der 12 Hobbyköche gegen 12 ehemalige MasterChef-Teilnehmer antraten.
Julie Goodwin und ihr Ehemann sind langjährige Unterstützer von ChildFund Australia.

## Veröffentlichungen
- Our Family Table (2010)
- Heart of the Home (2011)
- Gather (2013)
- 20/20 meals (2014)